# George Brett
George Howard Brett (Glen Dale, Virginia Occidental, 15 de mayo de 1953) es un exbeisbolista de las Grandes Ligas de los Estados Unidos. Jugó toda su carrera para los Kansas City Royals.
Disputó dos Series Mundiales con los Reales, perdiendo la de 1980 ante los Philadelphia Phillies y logró un título de Serie Mundial en 1985 ante los St. Louis Cardinals.

## Inicios
Proveniente de una familia con historial beisbolero, Brett tuvo un inicio modesto en las Ligas Menores  en los equipos sucursales de los Reales de Kansas City donde alcanzó apenas un promedio al bate de .281 en tres años. En su debut en las mayores (1973) apenas alcanzó un bateo de .125 en trece presentaciones. Sin embargo, el año siguiente logró 47 carreras impulsadas con .282 a la ofensiva, gracias a las enseñanzas de su coach de bateo. En esos primeros años de profesional Brett tenía una vida de juerguista y bebedor.

## Apogeo
En 1976 alcanzó su primer título de bateo en la Liga Americana (.333) logrado hasta el último día de temporada en pugna con Rod Carew de los Twins y su compañero de equipo Hal Mc Rae. Hacia el año 1979 logró 85 hits de extra base, con al menos 20 dobles, triples y home runs en esa temporada: fue el sexto jugador en llegar a esa marca hasta ese tiempo. Ese año logró también 212 hits, el mayor de su carrera. El siguiente año, en 1980, rozó el promedio de .400 (en agosto alcanzó los .407), llegando al final con un .390,  aportando para que su equipo ganara el banderín de la Liga Americana frente a los New York Yankees en tres juegos. En el encuentro decisivo disparó un cuadrangular en el séptimo episodio frante al lanzador Goose Gossage. Con todo, su equipo cayó en la Serie Mundial frente a los Philadelphia Phillies en seis juegos, a pesar de un desempeño relevante de .375 de promedio a la ofensiva. Además fue nominado como el Jugador Más Valioso de la Liga Americana y consiguió su segundo título de bateo (.390). 
El 24 de julio de 1983 se vio envuelto en un incidente frente a los Yankees. En la parte alta del noveno episodio disparó un home run que le daba la victoria a su equipo 5-4. Sin embargo, el manager de New York, Billy Martin, protestó que el bate de Brett tenía untado alquitrán más de lo permitido por las reglas. El umpire expulsó al bateador quien salió prontamente del dug out reclamando airado. El incidente terminó con la anulación del cuadrangular; pero, debido a un intenso debate, el juego fue reanudado desde el cuadrangular de Brett.
Fue hasta 1985 que los Royals llegaron nuevamente al clásíco de otoño frente a los St. Louis Cardinals. Esa temporada, Brett tuvo un desempeño brillante con .335 a la ofensiva (el mayor promedio de su carrera), .348 en los playoffs y .370 en la serie final; más treinta cuadrangulares en temporada regular.

## Últimos años en las ligas mayores
Brett sufrió de constantes lesiones a lo largo de su carrera: desde 1978 hasta 1989 estuvo al menos 32 semanas incapacitado para jugar. A pesar de esto, en 1990 consiguió su tercer título al bate, peleando hasta el final de temporada con Rickey Henderson, convirtiéndose en el primer pelotero en hacerlo en tres décadas diferentes y, hasta ese momento, el tercer pelotero de más edad en conseguirlo después de Ted Williams y Honus Wagner. Además, el 1 de octubre de 1992, llegó a su hit tres mil. Después de su retiro en 1993 fue elegido vicepresidente de los Royals. Fue ingresado al Salón de la Fama en 1999 con el 98% de los votos.